# Mitma
Der Begriff Mitma (aus dem Quechua) bezeichnet die Umsiedlungspolitik der Inka in neu eroberten Gebieten.
Betroffen waren ganze ethnische Gruppen, die in teilweise weit entfernte Regionen umgesiedelt wurden, in denen kulturell andersartige Völker lebten. Das Ziel war die Ansiedlung treuer Inka-Untertanen in allen Teilen des Inka-Reiches (Tawantinsuyu), womit die Gefahr von Aufständen eingedämmt werden sollte.
Die Umsiedler wurden als mitmaq („Neuankömmling“, „Außenseiter“) bezeichnet, in hispanisierter Form mitmac, mitimac, mitima oder mitimaes (Mehrzahl, Quechua mitmaqkuna).
Beispiele für Nachkommen von Mitmaq sind die Saraguros im ecuadorianischen Kanton Saraguro, deren Vorfahren aus dem heutigen Bolivien stammten, und die Quechua-Gruppen im peruanischen Departement Lambayeque (Inkawasi-Kañaris), die von Kañari aus der heutigen ecuadorianischen Provinz Cañar abstammen.
Von der Umsiedlungspolitik ist inhaltlich zu trennen das System der Tributleistung durch Arbeitskraft (Mita).